# Saligny (Yonne)
Saligny település Franciaországban, Yonne megyében. Lakosainak száma 658 fő (2022. január 1.). Saligny Voisines, Fontaine-la-Gaillarde, Malay-le-Grand, Malay-le-Petit, Saint-Clément, Sens, Soucy és Villiers-Louis községekkel határos.

## Népesség
A település népessége az elmúlt években az alábbi módon változott:
| Lakosok száma | 662  | 665  | 677  | 668  | 666  | 675  | 679  | 668  | 658  |
|               | 2013 | 2015 | 2016 | 2017 | 2018 | 2019 | 2020 | 2021 | 2022 |